# Дом Д. А. Обрядчикова
Дом Д. А. Обрядчикова — памятник архитектуры в историческом центре Нижнего Новгорода. Перестроен в 1896 году по проекту нижегородского архитектора И. Д. Ершевского в кирпичном стиле.

## История
Трапециевидная главная Благовещенская площадь Нижнего Новгорода (сегодня — площадь Минина и Пожарского) была спроектирована и разбита в 1784 году. Противоположные кремлёвским стенам линии площади были застроены в XVIII веке каменными домами. Боковые участки земли оставались в частном владении, а северная часть площади сохранила старинную застройку, представлявшую собой продолжение по прямой Тихоновской улицы (Ульянова) до 1820-х годов. 
В 1820—1823 годах по проекту архитектора И. Е. Ефимова виноторговец Дмитрий Григорьевич Деулин единым фасадом с арочным проездом во двор построил два каменных двухэтажных с подвалами доходных дома. В этих зданиях дневала на пути в Сибирь первая партия ссыльных декабристов, в том числе Е. П. Оболенский, А. И. Якубович, А. З. Муравьёв и В. Л. Давыдов. 2 и 3 сентября 1833 года здесь провёл А. С. Пушкин, о чём на фасаде установлена бронзовая с барельефом поэта мемориальная доска. Бывал в этих зданиях поэт Т. Г. Шевченко. 
Деулин разорился на государственных соляных поставках. Его доходные дома в счёт долгов были проданы с аукциона, неоднократно меняли владельцев. В конце XIX века угловой частью здания к Тихоновской улице владел купец Д. А. Обрядчиков. К открытию в Нижнем Новгороде Всероссийской торгово-промышленной выставки 1896 года он решил перестроить эту часть под просторную гостиницу. Проект выполнил архитектор И. Д. Ершевский, надзор за работами осуществлял Н. А. Фрелих. В 1895 году купец умер, завещав дом городу. 8 марта 1896 года Городская дума постановила: отделку и меблировку здания отдать под содержание первоклассной гостиницы «Россия» П. К. Наумову за 3 тыс. рублей аренды в год. К 25 мая 1896 года в здание было проведено электричество.
Справа к дому Обрядчикова примыкало здание городского ломбарда. В 1914 году для ломбарда был выстроен новый корпус (современный адрес — улица Ульянова, 2/пл. Минина и Пожарского, 2), повторявший архитектурное решение дома Обрядчикова, поэтому внешне они выглядят как единое строение.       
В советское время в доме находились Дом партийного просвещения и библиотека горкома КПСС. В современный период — Нижегородский хоровой колледж им. Л. К. Сивухина. 
Второй дом Д. Г. Деулина, расположенный ближе к кремлю, сохранял архитектурное решение 1820-х годов до середины XX века. В здании в 1903 по 1932 год располагалось Нижегородское коммерческое училище, переименованное впоследствии в Промышленно-экономический техникум, а затем в Техникум советской торговли. Здание было перестроено в 1952 году в стиле советского неоклассицизма, надстроено двумя этажами. Сейчас в нём располагается гимназия № 1 с углубленным изучением немецкого языка, а также Музей Пушкина. Не охраняется государством. 

## Архитектура
Здание четырёхэтажное кирпичное. Внешний фасад решён в кирпичном стиле с богатым декором. Стены выполнены из кирпича с последующей штукатуркой и окраской. Фасад по площади Минина и Пожарского имеет плоскую композицию с выраженными осями и куполами выше уровня кровли. Вся плоскость разделена пилястрами, увенчанными элементами, вступающими над кровлей. 
Цокольный этаж решён рационально, с минимумом деталей. Окна простые прямоугольные. Первый этаж отделён карнизом и обработан рустом с имитацией лучковой перемычки и замкового камня. Окна первого этажа прямоугольной формы и слегка утоплены в ниши. Второй этаж имеет богатый декоративный карниз. Окна — дополнительное убранство из пилястр, поставленных на имитацию базы и поддерживающих имитацию архитавра. 
Третий этаж, отделённый карнизом, имеет окна организованные в группы по три штуки, по правому флангу фасада по улице Ульянова — 5 окон с полукруглым завершением, обрамлённые наличниками общим сандриком. Низ окон поддерживает карниз по всей плоскости фасада. Венчает здание фриз и кровельный карниз, последний поддерживается кирпичными консолями. Со двора дом имеет скромное декоративное убранство из междуэтажных карнизов.      